# Tagghavsängel
Tagghavsängel (Squatina aculeata) är en hajart som beskrevs av Cuvier 1829. Tagghavsängel ingår i släktet Squatina och familjen havsänglar. Inga underarter finns listade i Catalogue of Life.
Arten förekommer i Medelhavet och i Atlanten väster om Afrika från Mauretanien till Liberia. Den vistas i regioner som ligger 30 till 500 meter under havsytan. Grunden är vanligen mjuk. Honor blir könsmogna när de är 140 cm långa och hannarna vid en längd av 120 cm. Den maximala längden är 150 cm för hannar och 175 cm för honor. Honor lägger inga ägg utan föder 8 till 12 levande ungar efter ett år dräktighet. Ungarna är vid födelsen 30 till 35 cm långa.
Tagghavsängel hamnar ofta som bifångst i fiskenät. Det befaras att hela population minskar med 80 procent under loppet av 45 år. IUCN kategoriserar arten globalt som akut hotad.